# Убийство Тамира Райса
Убийство 12-летнего афроамериканца Тамира Райса было совершено 22 ноября 2014 года в Кливленде. Двое полицейских, 26-летний Тимоти Лохманн и 46-летний Фрэнк Гэрмбэк выехали по вызову после телефонного звонка в службу спасения о «мужчине», находящемся в городском парке, который «сидит на качелях и наставляет пистолет на прохожих». Звонивший дважды сообщил, что пистолет, «возможно, является не настоящим». Также в конце звонка, длившегося 2 минуты 17 секунд, звонивший сообщил, что человек с пистолетом «возможно является подростком», однако эта дополнительная информация не была вовремя передана сотрудникам полиции. Офицеры сообщили, что по прибытии они оба постоянно кричали «покажи мне свои руки» через открытое окно патрульной машины. По словам полицейских, Райс, увидев их, попытался достать пистолет, после этого Лохманн в течение 2 секунд дважды выстрелил в него, одна из пуль попала в Райса.
Впоследствии выяснилось, что пистолет, которым был вооружён Райс, был пневматическим на стволе которого отсутствовал оранжевый наконечник, что указывало бы на то, что оружие не смертельно. На следующий день после инцидента, 23 ноября, Райс скончался от полученной раны.
Через четыре дня после стрельбы 26 ноября видеозапись инцидента была обнародована полицией. 3 июня 2015 года офис шерифа округа Куйахога заявил, что их расследование завершено и что они передали свои выводы прокурору графства. По заключению судебно-медицинского эксперта округа Кайахога смерть Тамира Райса была признана гомицидом. Несколько месяцев спустя обвинение представило показания большому жюри, которое отказалось предъявить обвинение полицейским, главным образом на том основании, что на момент прибытия полиции она имела информацию что, у подозреваемого в наличии настоящее огнестрельное оружие. Иск, возбужденный против города Кливленд семьей Райс, был впоследствии урегулирован властями города суммой 6 миллионов долларов.
Ранее Лохманн работал полицейским в Индепенденсе, он был признан эмоционально нестабильным и неподходящим для службы. Лохманн не раскрыл этот факт в своем заявлении при поступлении в полицию Кливленда, и полиция Кливленда никогда не проверяла его предыдущий опыт работы, прежде чем нанять его. В 2017 году после расследования Лохманн был уволен за то, что скрыл эту информацию в своем заявлении.
15 марта 2017 года диспетчер «911» Констанс Холлингер была отстранена от работы, за то что вовремя не сообщила сотрудникам полиции, что Райс «вероятно, несовершеннолетний» и что у него было «вероятно, ненастоящее оружие».

## Реакция
Мэтт Борс нарисовал карикатуру на основе данных событий, на ней Райса инструктируют как не быть застреленным полицией. Ему советуют носить футболку с надписью «не наступай на меня» и стать белым.

### Похороны Райса
Райс был похоронен 3 декабря 2014 года, на его похоронах присутствовало около 250 человек.